# Liivo Leetma
Liivo Leetma, född 20 januari 1977 i Kose, är en estländsk före detta fotbollsspelare. Under karriären vann han bland annat Meistriliiga tre gånger och gjorde 36 landskamper för Estlands landslag.

## Meriter
Flora Tallinn
- Meistriliiga: 1998

Levadia Tallinn
- Meistriliiga: 1999, 2000
- Estländska cupen: 1999, 2000

TVMK
- Estländska cupen: 2003